# Фабия Павлина
Фабия Павлина (на латински: Fabia Paullina) знатна благородничка от Древен Рим, роднина на император Август.

## Биография
Произлиза от фамилията Фабии. Дъщеря е на Квинт Фабий Максим (консул 45 пр.н.е.), който умира неочаквано в последния ден на консулската си служба. Сестра е на Павел Фабий Максим (консул 11 пр.н.е.), който е женен от 10 пр.н.е. за неговата първа братовчедка Марция, която е братовчедка на Август и на Африкан Фабий Максим (консул 10 пр.н.е.), който е вероярно баща на Фабия Нумантина.
Омъжва се за сенатора и генерала Марк Тиций, племенник на Луций Мунаций Планк. Тиций се присъединява през юни или юли 32 пр.н.е. към Октавиан и му съобщава съдържанието и скришното място на тестамента на Марк Антоний. През 31 пр.н.е. e суфектконсул, 13/12 пр.н.е. e управител на провинция Сирия. Двамата нямат деца.